# Jean-Henri Merle d'Aubigné
Jean-Henri Merle d'Aubigné (Les Eaux Vives, perto de Genebra, 16 de agosto de 1794 – Genebra, 21 de outubro de 1872) foi um ministro suíço, protestante e historiador da Reforma Protestante.
Os antepassados de seu pai, Robert Merle d'Aubigné, (1755-1799) foram franceses protestantes e refugiados. Jean-Henri estava destinado por seus pais a uma vida comercial, mas na faculdade decidiu ser ordenado. Foi profundamente influenciado por Robert Haldane, o missionário e pregador escocês, que visitou Genebra e se tornou um dos líderes em Le Réveil.
Em 1817, ele foi para o exterior para aprofundar sua educação, quando a Alemanha estava prestes a comemorar o tricentenário da Reforma e, assim, concebeu a ambição de escrever a história dessa época.
Estudou na Universidade de Berlim por oito meses, entre 1817 e 1818, e teve o apoio de professores diversos, como August Neander e Wilhelm Martin Leberecht, de Wette.
Em 1818, d'Aubigné assumiu o cargo de pastor da igreja protestante francesa, em Hamburgo, onde atuou por cinco anos. Em 1823, foi chamado para se tornar pastor da Igreja Protestante franco-alemã de Bruxelas, e pregador na corte de Guilherme I dos Países Baixos, da Casa de Orange-Nassau.
Na revolução Belga, de 1830, ele considerou oportuno realizar um trabalho pastoral em casa em vez de aceitar um posto de ensino na família do rei holandês. A Sociedade Evangélica foi fundada com a ideia de promover o cristianismo evangélico em Genebra e em outros lugares. Contudo, verificou-se que havia também necessidade de uma escola teológica, para a formação de pastores. Em seu retorno à Suíça, d'Aubigné foi convidado para ser professor de história da igreja em uma instituição em questão, prosseguindo a trabalhar na causa do protestantismo evangélico. Nele, a Aliança Evangélica encontrou um promotor entusiasta. Frequentemente visitava a Inglaterra. Foi feito um D.C.L. (Doctor of Civil Law) da Universidade de Oxford, e recebeu homenagens cívicas da cidade de Edimburgo.
A primeira parte de sua História da Reforma, que foi dedicado ao período anterior do movimento na Alemanha, deu-lhe de vez um lugar de destaque entre os modernos historiadores franceses eclesiásticos, e foi traduzido para mais línguas europeias. A segunda parte, lidar com a reforma no tempo de exaustivamente tratada, mas não se encontrou com o mesmo sucesso. Faz parte do sujeito, com a qual ele era o mais competente para dizer, mas tudo foi concluído no momento da sua morte. Entre os tratados menores, os mais importantes são a reivindicação do caráter e objetivos de Oliver Cromwell, e o esboço das tendências da Igreja da Escócia.

## Obras
Suas principais obras foram:
- Discours sur étude de l'histoire du christianisme (Genebra, 1832) [5]
- Le Luthranisme et la Reforme (Paris, 1844) [6]
- Germany, England and Scotland, or Recollections of a Swiss Pastor (Londres, 1848) [7]
- Trois siècles de lutte en Ecosse, entre deux rois et deux royaumes; Le Protecteur ou la republique d'Angleterre aux jours de Cromwell (Paris, 1848) [8]
- Le Concile et l'infaillibilité (1870) [9]
- Histoire de la Reformation au XVIie sicle (Paris, 1835–1853; new ed:, 1861–1862, em 5 volumes.) [10]
- Histoire de la Reformation en Europe au temps de Calvin (8 volumes., 1862–1877) [11]